# Théorème de Vogt-Russell

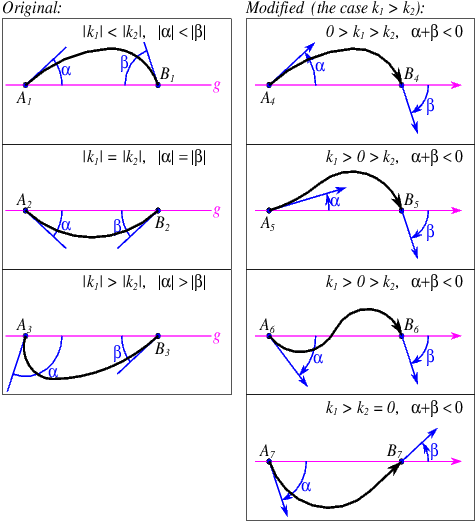
Illustration du théorème de Vogt-Russell

Le théorème de Vogt-Russell stipule que la structure d'une étoile en équilibre hydrostatique et thermique avec toute l'énergie issue des réactions nucléaires est déterminée de façon unique par sa masse et la distribution des éléments chimiques tout au long de son intérieur. Bien qu'il soit cité comme un théorème, le théorème de Vogt-Russell n'a jamais été formellement prouvé. Le théorème est nommé d'après les astronomes Heinrich Vogt et Henry Norris Russell, qui l'ont conçu indépendamment.